# Estación Clínicas
La estación Clínicas  es una de las estaciones de la Linha 2 - Verde del Metro de São Paulo. 
Fue inaugurada el 12 de septiembre de 1992. Está ubicada en la Avenida Doutor Arnaldo, 555.

## Características

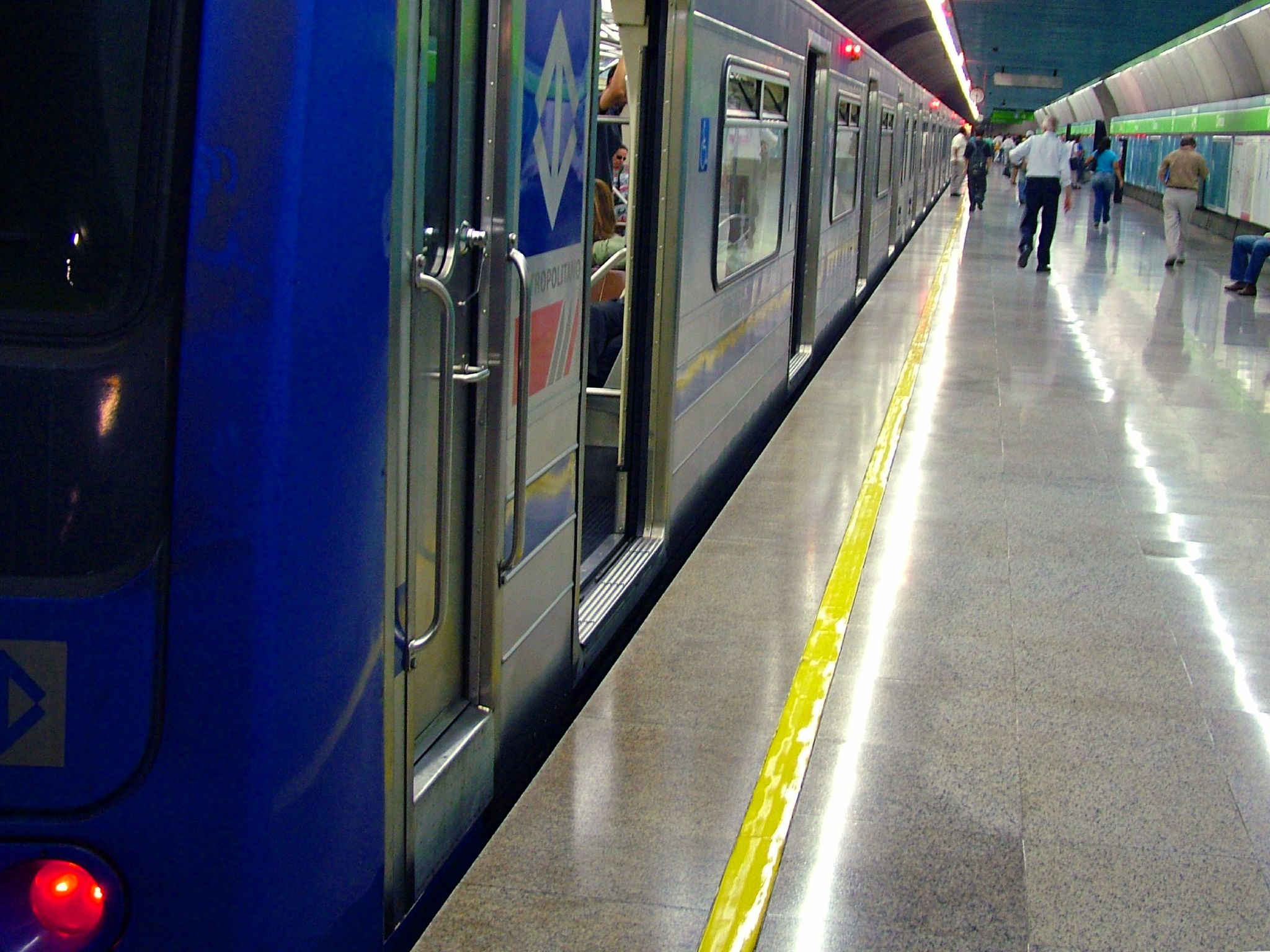
Tren Alstom parado en la estación

Estación subterránea compuesta por entrepiso de distribución y plataformas laterales. 
Posee acceso para discapacitados físicos a través de rampas. 
Esta unida al complejo Hospitalario de Clínicas a través de un túnel.

## Alrededores
- Facultad de Medicina de la Universidad de São Paulo
- Facultad de Salud Pública de la Universidad de São Paulo
- Instituto Adolpho Lutz[3]
- Instituto de Medicina Tropical de São Paulo
- Instituto del Corazón
- Secretaría de Salud del Estado de São Paulo[4]
- Hospital de Clínicas de São Paulo
- Escuela de Enfermagem da Universidade de São Paulo
- Instituto del Niño
- Hospital Emílio Ribas[5]
- Hospital de Ortopedia y Traumatología
- Instituto de Psiquiatría
- Instituto Doutor Arnaldo[6]
- Centro de Convenciones Rebouças[7]
- Instituto Médico Legal de São Paulo - IML[8]
- Cementerio de Araçá
- Cementerio del Redentor[9]
- Cementerio Santísimo Sacramento[10]
- Universidad Presbiteriana Mackenzie
- Estádio Municipal Paulo Machado de Carvalho

## Obras de arte
Panel instalado en el entrepiso de la estación.
- Juego de Dados ,Geraldo de Barros, panel (1991), collage laminado plástico (2,63 x 21,70 m)

Instalación ubicada en el corredor de acceso al Hospital de Clínicas.
- El Vientre de la Vida ,Denise Milan y Ary Perez, instalación (1993), técnica mixta, materiales utilizados: cristales de piedras, fibras ópticas y sistema eléctrico, (1,50 m de diámetro)

## Tabla
| Sigla | Estación | Inauguración             | Capacidad                  | Integración              | Plataformas | Posición    | Comentarios                                   |
| ----- | -------- | ------------------------ | -------------------------- | ------------------------ | ----------- | ----------- | --------------------------------------------- |
| CLI   | Clínicas | 12 de septiembre de 1992 | 20 mil pasajeros hora/pico | Bilhete Único de SPTrans | Laterales   | Subterránea | Estación con estructura de concreto aparente. |